# Terence James Cooke

Terence James Cooke (Nova Iorque, 1 de março de 1921 – 6 de outubro de 1983) foi o arcebispo católico de Nova Iorque e cardeal americano. Está em processo de beatificação desde 1992, sendo intitulado servo de Deus.

## Vida
Terence James Cooke estudou na do Arcebispo Seminário de S. José, em Nova York Dunwoodie teologia católica e filosofia e recebeu em 1 de Dezembro de 1945, o sacramento de Ordens Sagradas. Ele então trabalhou por dois anos como pastor no distrito de Bronx, em Nova York, antes de ser liberado de 1947 a 1949 para estudos adicionais na Universidade Católica da América, em Washington.
De 1949 a 1954, lecionou na Fordham University, em Nova York, e desempenhou tarefas na pastoral paroquial. Nos anos de 1954 a 1956, ele coordenou como diretor a pastoral juvenil das associações e associações de caridade católicas da arquidiocese de Nova York. De 1957 a 1965 foi Bispo Vigário para o Bronx e Manhattan e secretário pessoal do Cardeal Francis Spellman. Nos anos de 1958 a 1961 ele também foi vice-chanceler da Arquidiocese e de 1958 a 1965 a arquidiocese de Baudezernent.
Em 1965, o papa Paulo VI o nomeou Bispo titular da Summa e bispo auxiliar da arquidiocese de Nova York. O episcopal lhe consagrou Francisco Cardeal Spellman em 13 de dezembro do mesmo ano. Os co- consagradores foram o arcebispo de São Francisco, Joseph Thomas McGucken, e o arcebispo coadjutor de Nova York, John Joseph Maguire. Em 1968, Cooke tornou-se arcebispo de Nova York e bispo militar americano. Além disso, Terence James Cooke foi em 28 de abril de 1969 por Paulo VI como Cardeal-presbítero com a igreja titular de Santi Giovanni e Paolo e acrescentado ao Colégio de Cardeais. Ele era membro do Conselho Cardeal para a Investigação de Problemas Organizacionais e Econômicos da Santa Sé.
Em 1972 ele foi o Cardeal Grão-Mestre da Ordem Equestre do Santo Sepulcro, em Jerusalém, Eugène Tisserant, pela primeira Grão Prior do Lieutenancy EUA Oriental da Ordem Equestre do Santo Sepulcro em Jerusalém nomeado, com base em Nova York.
De acordo com relatórios não oficiais, ele estava no conclave de outubro de 1978 junto com o arcebispo de Viena, Franz Cardinal King, envolvido significativamente na formação da eleição do cardeal polonês Karol Wojtyla ao papa.
Terence James Cardeal Cooke morreu em 6 de outubro de 1983, em Nova York, dos efeitos de uma doença cancerígena e foi enterrado na cripta da Catedral de St. Patrick. O processo de beatificação foi iniciado. Em 1992, ele foi declarado Servo de Deus.